# Camelosphecia venator
Camelosphecia venator (лат.) — ископаемый вид предков муравьёв рода Camelosphecia из надсемейства Formicoidea. Обнаружен в бирманском янтаре мелового периода (штат Качин, около Мьичина, север Мьянмы, юго-восточная Азия), возрастом около 100 млн лет. Видовой эпитет venator (охотник) говорит о вероятных хищнических особенностях неизвестной самки (обнаружен только самец).

## Описание
Отличается необычным строением чашевидных жвал и вытянутым вперёд клипеусом. От близкого вида Camelosphecia fossor отличается менее крупными фасеточными глазами, неувеличенными передними бёдрами, отсутствием псаммохет на передних лапках, а также жилкованием крыльев (маргинальная ячейка очень короткая, по площади примерно равна площади птеростигмы; 1m-cu постфуркальная). Длина около 5 мм. Ширина головы 1,08 мм; длина глаза 0,58 мм. Длина тела около 5 мм. Усики самца 13-члениковые. Фронтальные кили (парные срединные, продольные гребни) между усиковыми выступами отсутствуют.
Впервые описан в 2020 году вместе с Camelosphecia fossor. Вид Camelosphecia venator не отнесен ни к одному из подсемейств муравьёв и напрямую включён в надсемейство Formicoidea в качестве сестринской группы ко всем остальным муравьям Formicidae.